# Take 6
Take 6 és una banda vocal nord-americana. Es van formar l'any 1980 al campus de l'Oakwood College de Huntsville (Alabama), pertanyent a l'Església Adventista del Setè Dia. El grup canta un estil contemporani, amb base del southern gospel, unint R&B i influències de jazz en les seves cançons religioses.
Han guanyat 10 Grammy, 10 Premis Dove, un premi Soul Train i han tingut dues nominacions als Premis NAACP Image. Van guanyar el Grammy als anys 1989, 1990, 1991, 1992, 1995, 1998, i 2003.
Han col·laborat, entre d'altres, amb:
- Stevie Wonder
- Ray Charles
- Queen Latifah
- Joe Sample
- Quincy Jones
- Marcus Miller
- Gordon Goodwiny
- Luis Miguel
- Eros Ramazzotti
- Brian McKnight

## Cantants

### Actuals
- Claude V. McKnight III: primer tenor (1985-).
- Mark Kibble: primer tenor (1985-).
- David Thomas: segon tenor (1985-).
- Joey Kibble: segon tenor (1991-).
- Khristian Dentley: baríton (2011-).
- Alvin Chea: baix (1985-).

### Exmembres
- Cedric Dent: baríton (1985-2011).
- Mervyn Warren (1964-): segon tenor (1985-1991).

## Discografia
Llista d'àlbums, de més antic a més modern:
- 1988: Doo be doo wop bop (a digital recording).
- 1990: So much 2 say
- 1991: He is Christmas
- 1994: Join the band
- 1995: Best of Take 6
- 1996: Brothers
- 1998: So cool
- 1999: We wish you a merry Christmas
- 1999: The greatest hits
- 2000: Tonight: live
- 2000: The best of Take 6
- 2002: Beautiful world
- 2006: Feels good
- 2008: The standard
- 2010: The Most Wonderful Time of the Year
- 2012: One

## Guardons
Nominacions
- 1989: Grammy al millor nou artista